# Países Baixos nos Jogos Olímpicos de Verão de 1920
Os Países Baixos nos Jogos Olímpicos de Verão de 1920, em Antuérpia, na Bélgica. A nação competiu representada por 130 atletas, sendo 129 homens e uma mulher, que disputaram provas de cinquenta e oito modalidades esportivas de quinze esportes diferentes, conquistando um total de 11 medalhas, sendo 4 de ouro, duas de prata e cinco de bronze.
Esta foi a quarta aparição do país nos jogos. Desta vez o país terminou a competição em 9º lugar no quadro geral de medalhas.

## Medalhistas

### Bronze
- Piet de Brouwer, Joep Packbiers, Janus Theeuwes, Driekske van Bussel, Jo van Gastel, Tiest van Gestel, Janus van Merrienboer e Theo Willems — Tiro
- Maurice Peeters — Ciclismo
- Cornelis Hin, Frans Hin e Johan Hin — Vela
- Berend Carp, Joop Carp e Petrus Wernink — Vela

### Prata
- Wilhelmus Bekkers, Johannes Hengeveld, Sytse Jansma, Henk Janssen, Antonius van Loon, Willem van Loon, Marinus van Rekum e Willem van Rekum — Cabo de guerra
- Petrus Beukers e Arnoud van der Biesen — Vela

### Bronze
- Piet Ikelaar — Ciclismo
- Frans de Vreng e Piet Ikelaar — Ciclismo
- Arie de Jong — Esgrima
- Arie de Jong, Louis Delaunoij, Jetze Doorman, Willem van Blijenburgh, Jan van der Wiel, Henri Wijnoldij-Daniëls e Salomon Zeldenrust — Esgrima
- Arie Bieshaar, Leo Bosschart, Evert Bulder, Jaap Bulder, Jan de Natris, Harry Dénis, Ber Groosjohan, Frits Kuipers, Dick MacNeill, Henk Steeman, Jan van Dort, Oscar van Rappard, Ben Verweij e Felix von Heijden — Futebol masculino